# SMS Meteor (1887)
SMS Meteor − austro-węgierska kanonierka torpedowa z końca XIX wieku, biorąca udział w I wojnie światowej.

## Budowa i klasyfikacja
SMS „Meteor”, wodowany w 1887 w niemieckiej stoczni Schichau w Elblągu, był pierwszą z siedmiu zbudowanych dla marynarki wojennej Austro-Węgier kanonierek torpedowych. Zamówienie na budowę okrętu złożono 30 listopada 1886. Przy jego konstrukcji zakłady Schichau wykorzystały m.in. doświadczenie z konstrukcji liderów torpedowców D 1 i D 2 dla marynarki niemieckiej. „Meteor” nie osiągnął jednak kontraktowej prędkości 22,5 węzła, a niektóre rozwiązania konstrukcyjne nie satysfakcjonowały marynarki. Między innymi, uzbrojenie uznano za zbyt słabe. Mimo to, zamówiono w zakładach Schichaua dwie dalsze jednostki, nieco tylko ulepszonego typu, SMS „Blitz” i „Komet”, rozwijające większą prędkość.
W służbie austro-węgierskiej jednostki te klasyfikowano oryginalnie jako Torpedofahrzeug, która to nazwa oznaczała początkowo okręty torpedowe o długości do 61 m (200 stóp) i była następnie używana także dla kontrtorpedowców. Wzorując się na brytyjskiej terminologii, okręty te nazywano też nieoficjalnie  niszczycielami (niem. Zerstörer), co spotyka się także w literaturze, jednakże ustępowały one znacząco niszczycielom prędkością i miały słabsze uzbrojenie. 
Okręt miał konstrukcję wywodzącą się z powiększonych torpedowców, z gładkopokładowym kadłubem, dziobnicą o formie taranowej i sporym nawisem rufowym. W widoku z góry kadłub miał charakterystyczny dla torpedowców budowy Schichaua wrzecionowaty obrys, osiągający największą szerokość za śródokręciem. Okręt miał jedynie szczątkową nadbudówkę dziobową, z odkrytym pomostem bojowym oraz początkowo jeden pochyły komin. Napęd stanowiła trzycylindrowa maszyna parowa potrójnego rozprężania o mocy indykowanej 2700 KM, napędzająca jedną śrubę. Oprócz głównego steru zawieszonego za śrubą, pod nawisem rufowym, okręt miał pomocniczy ster dziobowy. Posiadał też możliwość użycia pomocniczego ożaglowania.
Uzbrojenie stanowiło początkowo 7 pojedynczych dział kalibru 47 mm, z czego 2 o dłuższej lufie L/44 (44 kalibry), a 5 o krótszej L/33. Jedno działo umieszczone było na rufie, a pozostałe sześć - po trzy na każdej z burt, z tego dwa przed nadbudówką dziobową. Uzbrojenie początkowo uzupełniała stała wyrzutnia torped 350 mm w dziobnicy.

## Służba
SMS „Meteor” wszedł do służby w 1888. W 1904 roku został poddany częściowej przebudowie, podczas której zainstalowano między innymi obrotową wyrzutnie torpedową 350 mm na pokładzie rufowym zamiast działa. Po wybuchu I wojny światowej kanonierka była wykorzystywana do patrolowania wybrzeża, stacjonując w Poli. W lutym 1918 poddana została ponownej zmianie uzbrojenia – dwa dziobowe działa zamieniono na działo przeciwlotnicze 66 mm.
„Meteor” przetrwał wojnę. W styczniu 1920 został przez konferencję międzyaliancką w Paryżu przyznany Włochom i tam złomowany.

## Dane
Uzbrojenie
- początkowe:
  - 2 armaty 47 mm L/44 SFK (2xI)
    - długość lufy: 44 kalibry (L/44)

  - 7 armat 47 mm L/33 SFK (7xI)
    - długość lufy: 33 kalibry (L/33)

  - 1 wyrzutnia torpedowa 350 mm (stała na dziobie - w dziobnicy)
- od 1904:
  - 8 armat 47 mm (8xI)[7][10]
  - 2 wyrzutnie torped 350 mm (1 stała na dziobie, 1 obrotowa na rufie)
- od lutego 1918:
  - 1 armata przeciwlotnicza 66 mm (nominalnie 7 cm) L/45 (na dziobie)
  - 6 armat 47 mm (6xI)[9]
  - 2 wyrzutnie torped 350 mm (1 stała na dziobie, 1 obrotowa na rufie)